# Syrop klonowy

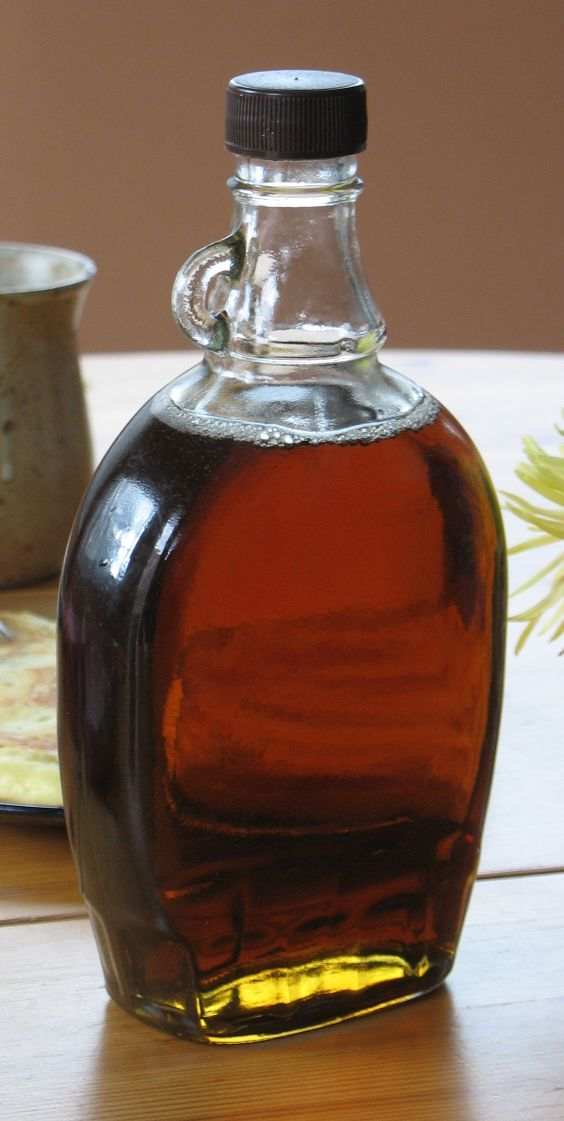
Syrop klonowy

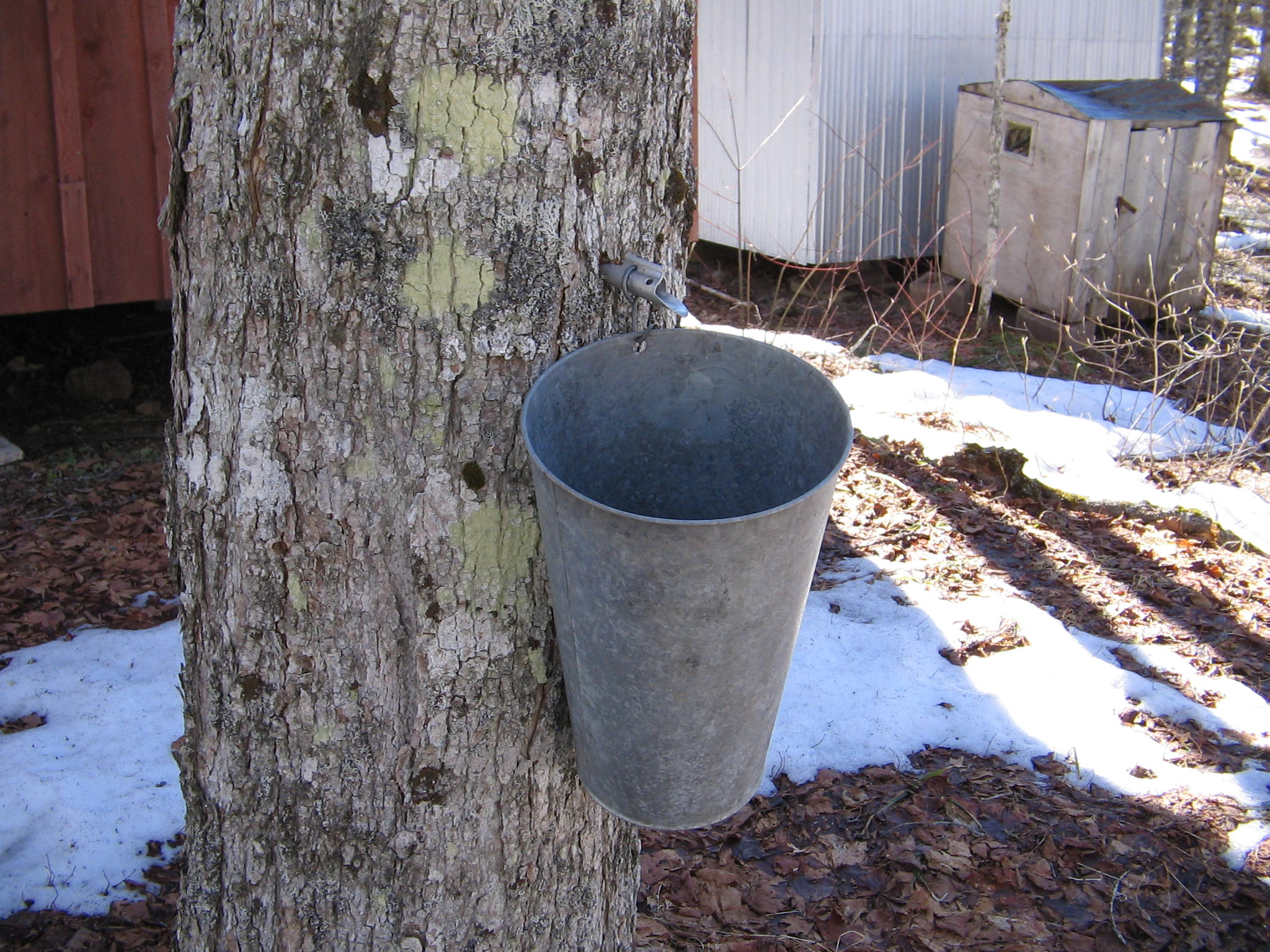
Tradycyjne zbieranie soku klonowego

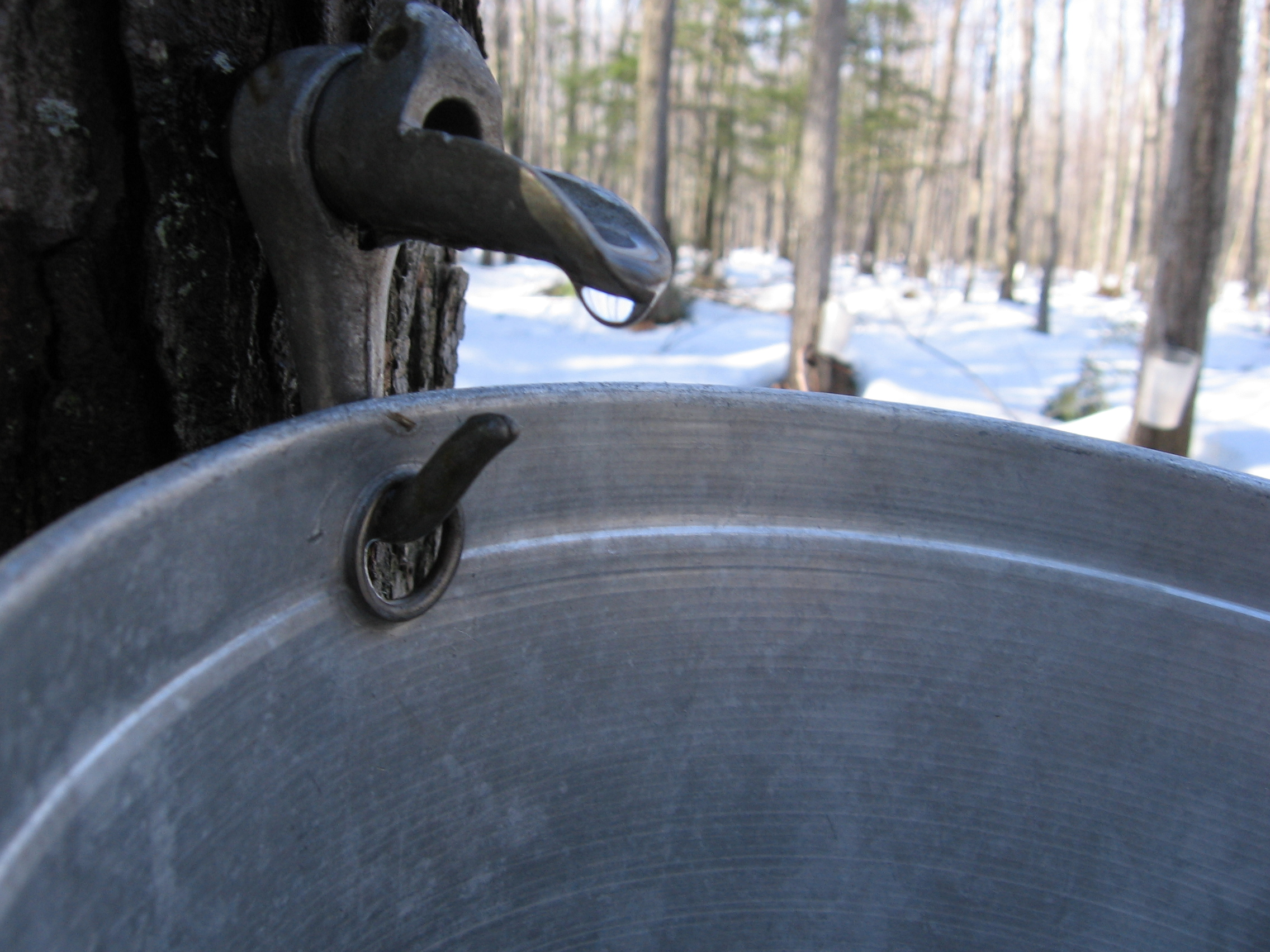
Kranik osadzony w wywierconym otworze z mocowaniem pojemnika na wyciekający sok

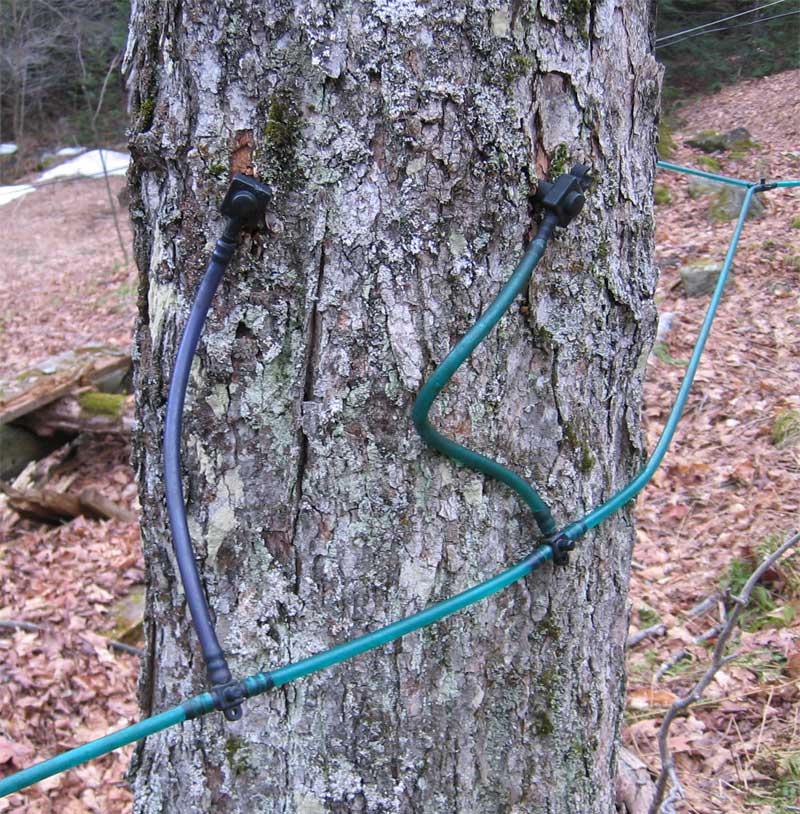
Dziesiątki kraników łączy się w jedną rurę prowadzącą do pompowni

Syrop klonowy – produkt spożywczy wytwarzany z soku klonowego. Syrop klonowy jest mniej kaloryczny niż miód, nie zawiera żadnych konserwantów i można przechowywać go przez około 18 miesięcy. Najwięcej syropu klonowego produkuje się w Kanadzie (prowincja Quebec) oraz w USA (region północnej Nowej Anglii).

## Źródło surowca syropu
Do produkcji syropu klonowego wykorzystywane są głównie trzy gatunki klonów: klon cukrowy (Acer saccharum), klon czarny (A. nigrum) (uznawany też za podgatunek klonu cukrowego A. saccharum subsp. nigrum) oraz klon czerwony (A. rubrum), wyróżniające się wysoką zawartością cukru (od 2 do 5%) w soku. Z gatunków tych klon czerwony wyróżnia się krótszym sezonem zbioru soku ponieważ wcześniej rozwija pąki, a to wiąże się ze zmianą smaku soku.
Kilka innych gatunków z rodzaju klon (Acer) jest czasem używanych jako źródło soku służącego do wytwarzania syropu klonowego, w tym klon jesionolistny (Acer negundo), klon pensylwański (A. pensylvanicum), klon kłosowy (A. spicatum) i klon wielkolistny (A. macrophyllum).  Sprowadzony do Ameryki Północnej z Europy klon zwyczajny (A. platanoides) także bywa wskazywany jako rzadko wykorzystywane źródło soku do wytwarzania syropu.
Podobne syropy do klonowego mogą być również produkowane z innych drzew (np. z brzóz pozyskuje się oskołę, czyli sok brzozowy).

## Historia

### Wytwarzanie syropu przez Indian
Indianie w północno-wschodniej części Ameryki Północnej jako pierwsi pozyskiwać zaczęli syrop klonowy i wytwarzać cukier klonowy. Według tradycji ustnej, jak również dowodów archeologicznych, sok z klonów był pozyskiwany i przetwarzany na długo przed przybyciem Europejczyków.  Według różnych przekazów indiańskich umiejętność wytwarzania syropu przekazana została ludziom przez bogów lub pojawiła się przypadkiem, gdy użyto soku klonowego do uwarzenia potrawy. Zbiorom soku klonowego towarzyszyły rytuały. Świętem związanym ze zbiorami był dzień pierwszej wiosennej pełni księżyca, kiedy to wykonywano Taniec Klonu. Niektóre plemiona celebrują powrót do dawnych tradycji i urządzają festiwale "klonowego księżyca". Znaczenie syropu dla Indian było o tyle istotne, że był on stosowany podczas posiłków w podobnej roli jak sól w kuchni europejskiej.
Algonkinowie znali sok klonowy jako pożywny napój energetyczny. Na początku wiosennych roztopów, używali kamiennych narzędzi do wykonywania nacięć pni w kształcie litery V, w których następnie umieszczano łodygi trzciny lub wklęsłe kawałki kory. Wyciekający sok zbierano do naczyń wykonanych z kory brzozowej. Sok klonowy zagęszczano wykorzystując niskie temperatury – usuwano wielokrotnie warstewkę lodu (wody) powstającą na roztworze, na koniec umieszczano w naczyniu z sokiem kamienie podgrzane w ogniu, dzięki czemu odparowywano wodę.

### Okres kolonialny
We wczesnych etapach kolonizacji północno-wschodniej Ameryki Północnej tubylcy pokazali przybywającym kolonistom jak wykorzystać pnie niektórych gatunków klonów do zbioru soku podczas wiosennych roztopów. Już przed 1680 europejscy osadnicy i handlarze futer zbierali sok klonowy. Nie wykonywali nacięć w korze jak Indianie, lecz stosowali mniej destrukcyjną metodę wiercenia wiertłami otworów w pniach, zwykle po kilka w każdym z drzew. W otworach umieszczano drewniane rynienki, pod których końcem wieszano drewniane wiaderka. Wyrabiano je poprzez drążenie fragmentów pni. Większe ilości soku gromadzono następnie w beczkach, dużych garach i wydrążonych pniach, często ciągnionych na saniach lub wozach. Zawartość wiaderek zbierano do czasu, dopóki sok pozostawał słodki. W miarę wzrostu temperatur w soku zwiększa się bowiem udział aminokwasów i pogarszają się jego walory smakowe. Kolejne etapy przetwarzania soku były czasochłonne – zlewano go zwykle do metalowych naczyń w bazie zbieraczy soku, gdzie był on zagęszczany poprzez odparowywanie wody nad ogniem.
W wieku XVII i XVIII sok klonowy przetwarzany był zarówno do postaci syropu, jak i wykorzystywano go do wytwarzania cukru w postaci skrystalizowanej.

### Od wieku XIX po czasy najnowsze
Mniej więcej w czasie wojny secesyjnej do zagęszczania syropu zaczęto używać dużych, blaszanych patelni, które skuteczniej odparowywały wodę niż ciężkie, okrągłe gary, z powodu większej powierzchni parowania. W tym samym czasie cukier trzcinowy zastąpił cukier klonowy jako dominujący słodzik w Stanach Zjednoczonych, w wyniku czego producenci skoncentrowali się na wytwarzaniu syropu klonowego. Pierwszy parownik wykorzystywany do ogrzewania i zagęszczania soku został opatentowany w 1858 roku. W 1872 roku parownik zmodyfikowano tworząc układ dwóch patelni, co pozwoliło skrócić czas gotowania soku. Około 1900 dno parownika zostało powiększone poprzez wyprowadzenie z niego szeregu kanałów odprowadzających, co zwiększyło podgrzewaną powierzchnię naczyń i pozwoliło na dalsze zmniejszenie czasu gotowania. Niektórzy producenci dodawali na końcu procesu produkcji dodatkowe naczynia do odparowywania.
Z czasem wiadra zastępowane zaczęły być przez plastikowe torebki pozwalające z odległości ocenić ilość zebranego soku. Pojemniki z sokiem zaczęły być zwożone ciągnikami, a niektórzy producenci zaczęli stosować systemy rurek zbierających sok z wielu drzew do pojemnika zbiorczego, ale praktyka ta nie była powszechnie stosowana. Coraz bardziej różnicowały się metody ogrzewania i odparowywania soku. Miejsce tradycyjnego drewna jako paliwa zajęły: przetwory ropy naftowej, gaz ziemny, propan. W celu zapobieżenia skażeniu rozwinięte zostały metody filtracji surowca.
W latach 70. XX wieku nastąpiło wiele zmian technologicznych, przede wszystkim udoskonalono i rozpowszechniono zbieranie soku z drzew za pomocą sieci rurek z tworzyw sztucznych, którymi sprowadzać zaczęto sok bezpośrednio do pomieszczenia z parownikiem. Ściąganie soku usprawniono za pomocą pomp próżniowych. Zaczęto stosować podgrzewacze odzyskujące ciepło uchodzące dotychczas z parą wodną. Przed podgrzewaniem soku zaczęto odciągać z niego wodę za pomocą urządzeń wykorzystujących zjawisko odwróconej osmozy.
Ze względu na dokonany postęp w zakresie technologii wytwarzania syropu, współcześnie wysiłki w zakresie poprawy wydajności jego produkcji koncentrują się na walce ze szkodnikami drzew dostarczających surowca i optymalnym zarządzaniu powierzchniami leśnymi. W 2009 naukowcy z University of Vermont zaprezentowali nowy rodzaj kranu, który zapobiega cofaniu się soku do drzewa, zmniejsza ryzyko zakażenia bakteryjnego oraz zapobiega zarastaniu otworu.

## Proces wytwarzania
Metody wytwarzania syropu klonowego zostały usprawnione w ciągu minionych kilku wieków, jednak w istocie swojej pozostają w zasadzie niezmienione. Sok wciąż jest najpierw zbierany, a następnie zagęszczany bez stosowania środków chemicznych i konserwantów. W celu uzyskania 1 litra syropu klonowego trzeba odparować wodę z 20 do 50 litrów soku pozyskanego z drzew. Uzyskuje się syrop mający temperaturę 4,1 °C  wyższą od temperatury wrzenia wody.
Odparowywanie soku jest procesem ściśle kontrolowanym, w celu uzyskania odpowiedniej zawartości cukru. Syrop gotowany zbyt długo może w końcu skrystalizować, natomiast niedostatecznie zagęszczony będzie wodnisty i szybko się zepsuje. Gotowy syrop ma gęstość 66° w skali Ballinga (Brixa). Odpowiednio gęsty syrop przesączany jest w celu usunięcia z niego kryształków cukru i jabłczanu wapnia. Kryształy te nie są toksyczne, ale tworzą „ziarnistą” teksturę w syropie. Przesączony syrop jest sortowany i umieszczany w docelowych pojemnikach na gorąco, na ogół w temperaturze 82 °C lub wyższej. Pojemniki z gorącym syropem są przewracane po zamknięciu w celu wysterylizowania korka. Opakowania mogą być wykonane z metalu, z tworzywa sztucznego, szkła powlekanego, w zależności od wielkości i rynku docelowego.  Syrop może być dalej przetwarzany w celu uzyskania takich produktów jak: cukier klonowy, masło klonowe i cukierki klonowe.

### Zanieczyszczenia smakowe
Źródłami zanieczyszczeń smaku syropu klonowego mogą być substancje obecne w wykorzystywanych podczas produkcji urządzeniach (np. farby lub środki czyszczące), rozpoczęcie fermentacji soku (jeśli zbyt długo był przechowywany w postaci niezagęszczonej), zmiany w drzewie następujące z chwilą rozwijania się pąków.

## Produkcja
Znakomita większość syropu klonowego wytwarzana jest w północno-wschodniej części Ameryki Północnej, jednak przy odpowiednich warunkach pogodowych wytwarzany może być wszędzie tam, gdzie rosną odpowiednie gatunki klonów.
Farmy, na których produkuje się syrop klonowy zwane są sugarbush i sugarwood (ang. sugar – cukier, bush – krzew, wood – las). Budynek, w którym gotuje się sok posiada na szczycie okienko wentylacyjne dla odprowadzania pary. Zwany jest sugar house (także: sugar shack, sugar shanty, cabane à sucre).
Klony służące do pozyskania soku są nawiercane w wieku od ok. 30 do 40 lat. W poszczególnych drzewach w zależności od średnicy pnia nawierca się od jednego do trzech otworów i umieszcza w nich krany. Pojedyncze drzewo dostarcza od 35 do 50 litrów soku w sezonie, maksymalnie do 12 litrów dziennie. Pozyskuje się ok. 7% całości soków przepływających przez pień. Czas zbiorów trwa od czterech do ośmiu tygodni, w zależności od warunków pogodowych.  Pozyskiwany sok w okresie poprzedzającym rozpoczęcie wegetacji przepływa z korzeni do korony drzewa przenosząc zmagazynowane w organach podziemnych węglowodany. Nocą spadek temperatur hamuje przepływ soków i w tym czasie nie pozyskuje się choć krany są zwykle pozostawiane w pniach przez całą noc. Niektórzy producenci także pozyskują sok jesienią, choć praktyka ta jest mało powszechna. Drzewa mogą być wykorzystywane do pozyskiwania soku, aż do osiągnięcia przez nie ponad 100 lat.